# Eboli
Eboli (Jevule em dialeto Ebolitano) é uma comuna italiana da região da Campania, província de Salerno, com cerca de 35.944 habitantes. Estende-se por uma área de 137 km², tendo uma densidade populacional de 262 hab/km². Faz fronteira com Albanella, Battipaglia, Campagna, Capaccio, Olevano sul Tusciano, Serre.
Vestigios arqueológicos na região indicam a presença humana desde a idade do cobre e do bronze, e desde o séc. V a.C. a existencia de ligações com a cultura do ferro, conhecida como a civilização Vila Nova.
Segundo o linguista Francesco Ribezo o nome original de Eboli está relacionado com os pelasgos; povos que habitavam a região costeira da grécia de Ephyra, atual Corinto.. Assim a evolução do topónimo terá sido: Ebhura> Eburae> Eburum> Ebulo> Ebulum> Evoli > Eboli

## Demografia
| Variação demográfica do município entre 1861 e 2011                               |
|                                                                                   |
| Fonte: Istituto Nazionale di Statistica (ISTAT) - Elaboração gráfica da Wikipedia |